# Trochodendron aralioides
Trochodendron aralioides Siebold & Zucc. è una pianta appartenente alla famiglia delle Trochodendraceae, unica specie del genere Trochodendron Siebold & Zucc.. È originaria del Giappone, delle Isole Ryukyu e di Taiwan.

## Descrizione

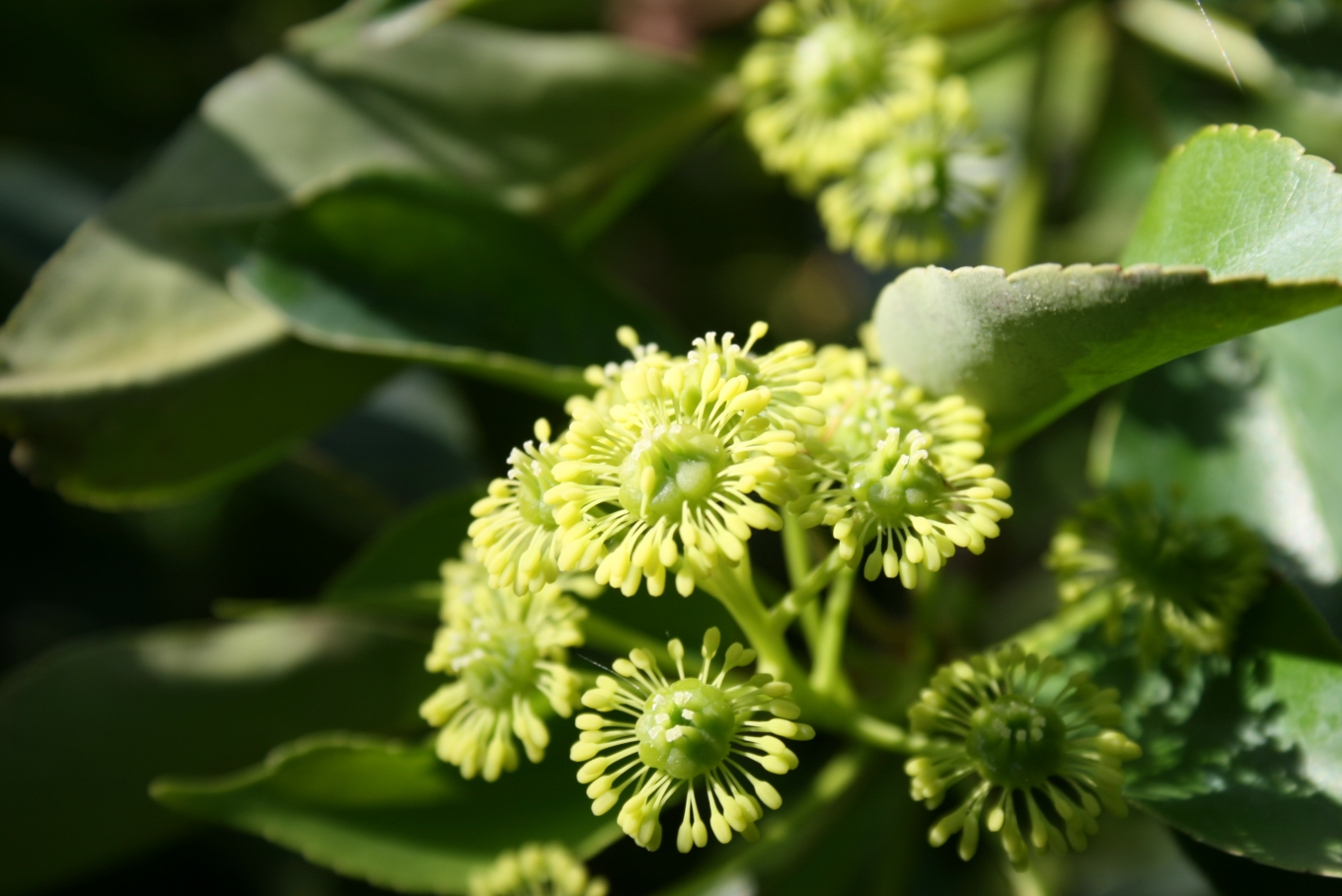
Fiori di T. arialioides

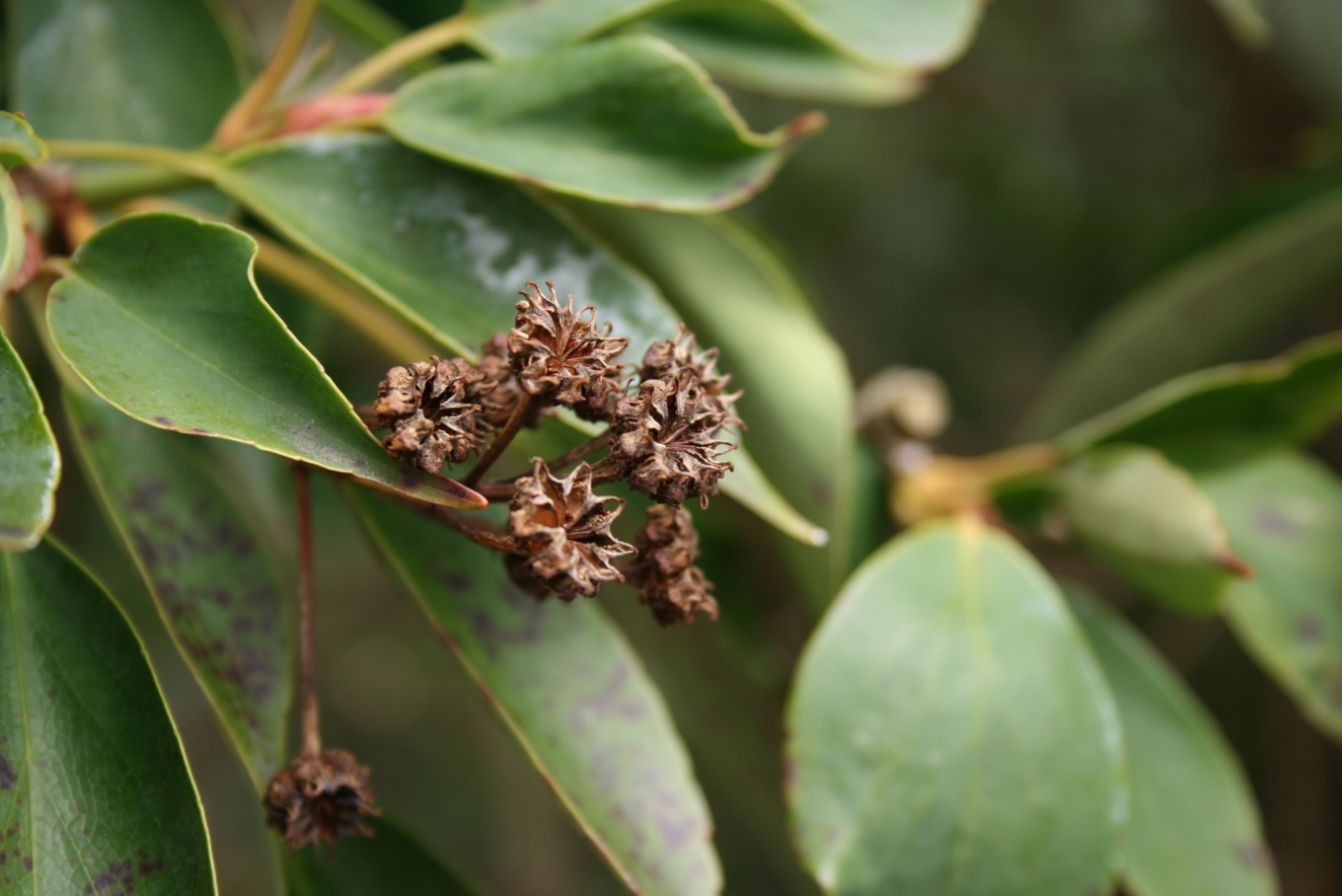
Frutti di T. arialioides

T. arialioides è un albero sempreverde che raggiunge altezze fino a 20 metri, ma di solito rimane molto più basso in coltivazione, oppure cresce come arbusto. Tutte le parti della pianta sono nude. I rami sporgenti hanno corteccia bruna o grigia. Il suo legno non ha vasi.
Le foglie picciolate sono alterne e disposte in ciuffi alle estremità dei rami. Il picciolo è lungo da 3 a 7 cm. Le lame fogliari semplici e coriacee sono lunghe da 6 a 12 cme larghe da 2,5 a 7 cm, sono di forma rombica o obovata, raramente ellittica con un'estremità solitamente appuntita. Su ciascun lato della nervatura centrale si formano da cinque a sette vene laterali. Il bordo della foglia è seghettato o dentellato nella parte anteriore. La pagina superiore delle foglie è verde scuro e lucida, quella inferiore è più chiara.
Il periodo di fioritura va da maggio a giugno. Da dieci a venti fiori sono portati in infiorescenze racemose terminali, debolmente ramificate, che hanno un diametro da 5 a 13 cm. I gambi dei fiori sono lunghi da 1,5 a 3,5 cm.
I fiori verdastri ed ermafroditi hanno un diametro fino a 18 mm e non hanno perianzio. Da 40 a 70 stami lunghi da 4,5 a 5 mm sporgono dal bordo di un ampio disco verde. Le antere sono lunghe e gialle. I 4-11 carpelli sono fusi insieme lateralmente.
I frutti sono follicoli di colore grigio scuro fusi alla base in gruppi di 4-11. I semi marroni o neri sono lunghi da 1,5 a 2 o da 3 a 3,5 millimetri e sono a fusiformi.

## Distribuzione e habitat
L'area di distribuzione di T. arialioides si estende attraverso Taiwan, Giappone e le Isole Ryukyu. Cresce in foreste sempreverdi o steppe e foreste secche su terreni moderatamente ricchi di sostanze nutritive, da leggermente acidi a leggermente alcalini, da sabbiosi a limosi ad altitudini comprese tra 300 e 2700 metri. Preferisce posizioni luminose o parzialmente ombreggiate, è moderatamente resistente al gelo e ama il caldo.